# Košuta (priimek)
Košuta je priimek v Sloveniji, ki ga je po podatkih Statističnega urada Republike Slovenije na dan 1. januarja 2010 uporabljalo 239 oseb.

## Znani nosilci priimka
- Dušan Košuta (1919–1999), gospodarstvenik in politik v zamejstvu
- Edmund Košuta - Mundi (1933–2021), pedagoški in kulturni delavec, šolnik na Goriškem
- Egidij Košuta (1922–1995), šolnik in publicist
- Franko Košuta (*1943), ladjedelniški inženir, preds. Ribiškega muzeja Tržaškega primorja
- Gorjan Košuta (*1947), violinist, prof. AG
- Igor Košuta, zdravnik fiziater in narodnozabavni glasbeni v zamejstvu
- Just Košuta (1898–1962), gledališki igralec, režiser in organizator
- Karlo Košuta (Carlo Cosutta), (1932–2000), operni pevec, baritonist
- Karlo Košuta (*1950), arhitekt
- Majda Košuta, zdravnica revmatologinja
- Marjan Košuta (1934–1985), gospodarstvenik
- Marta Košuta (*1941), etnološka raziskovalka in publicistka v Trstu in okolici, učiteljica ročni del
- Miran Košuta (*1960), literarni zgodovinar, slavist, univ. prof. in glasbenik
- Miroslav Košuta (*1936), pesnik, dramatik, prevajalec, gledališčnik, kulturni delavec v Trstu
- Nives Košuta (Cossutta), predsednica Zveze slovenskih kulturnih društev v Italiji (ZSKD)
- Oriana Košuta Krmac, bibliotekarka (Knjižnica Piran)
- Pia Košuta Cicciari (*1927), pevka sopranistka
- Soča Košuta Hafner (1931–2024), kulturna delavka v Križu pri Trstu, antropozofinja, prevajalka
- Srečko Košuta (1920–2009), zdravnik diabetolog
- Tea Košuta, pianistka
- Zora Košuta (1909–1968), igralka in pisateljica